# Abudefduf notatus
Abudefduf notatus és una espècie de peix de la família dels pomacèntrids i de l'ordre dels perciformes.

## Morfologia
Els mascles poden assolir els 17 cm de longitud total.

## Distribució geogràfica
Es troba des de l'Àfrica oriental fins a Transkei (Sud-àfrica) i el sud del Japó.